# Copa América CONIFA de 2022
A Copa América CONIFA de 2022 foi primeira edição da Copa América CONIFA, um torneio internacional de futebol para os estados, minorias, povos sem pátria e regiões não filiados à FIFA com filiação à América, organizado pela CONIFA. O torneio foi disputado em Linares, no Chile, entre os dias 17 e 19 de junho.

## Participantes
Um total de quatro equipes participariam do torneio. Entretanto, a equipe de São Paulo teve problemas para chegar ao Chile devido ao excesso de neve nas estradas para o sul do Chile, o que fez com que a equipe não conseguisse chegar a tempo para a sua partida e fosse retirada do torneio.
| Equipes participantes | Equipes participantes | Equipes participantes | Equipes participantes |
| --------------------- | --------------------- | --------------------- | --------------------- |
| Aimarás               | Maule Sur             | Mapuches              | São Paulo             |

- São Paulo teve que se retirar do torneio devido a problemas na viagem.

## Fase eliminatória
Os confrontos das semifinais foram sorteados no dia 11 de junho de 2022.
|  | Semifinais                | Semifinais                |  |                           | Final                     | Final |  |
|  |                           |                           |  |                           |                           |       |  |
|  | Estádio Fiscal de Linares |                           |  |                           |                           |       |  |
|  | Maule Sur                 | 1                         |  |                           |                           |       |  |
|  | Mapuches                  | 0                         |  |                           |                           |       |  |
|  |                           |                           |  |                           |                           |       |  |
|  |                           |                           |  |                           | Estádio Fiscal de Linares |       |  |
|  |                           |                           |  |                           | Maule Sur                 |       |  |
|  |                           |                           |  |                           |                           |       |  |
|  |                           |                           |  |                           |                           |       |  |
|  |                           |                           |  |                           |                           |       |  |
|  |                           |                           |  |                           | Terceiro lugar            |       |  |
|  | Estádio Fiscal de Linares | Estádio Fiscal de Linares |  | Estádio Fiscal de Linares | Estádio Fiscal de Linares |       |  |
|  | Aimarás                   |                           |  | Mapuches                  |                           |       |  |
|  |                           |                           |  |                           |                           |       |  |

### Semifinais
| 17 de junho de 2022 | Maule Sur      | 1 – 0 | Mapuches | Estádio Fiscal de Linares |
| 19:00 (UTC−4)       | Eric Acuña 79' |       |          |                           |

| 18 de junho de 2022 | Aimarás | Cancelado | São Paulo | Estádio Fiscal de Linares |
| 15:30 (UTC−4)       |         |           |           |                           |

### Decisão do 3° lugar
| 19 de junho de 2022 | Mapuches | Cancelado |  | Estádio Fiscal de Linares |
| 15:00 (UTC−4)       |          |           |  |                           |

### Final
| 19 de junho de 2022 | Maule Sur | Cancelado |  | Estádio Fiscal de Linares |
| 12:00 (UTC−4)       |           |           |  |                           |

## Fase única
Após a equipe de São Paulo se retirar do torneio, o formato do campeonato foi alterado para pontos corridos, com cada equipe jogando 2 partidas. A vitória por 1x0 da equipe de Maule Sur sobre a Seleção Mapuche antes da mudança de formato contou para a classificação, com a equipe anfitriã recebendo 3 pontos pelo resultado no confronto. 
| Pos. | Seleção   | Pts | J | V | E | D | GP | GC | SG |
| ---- | --------- | --- | - | - | - | - | -- | -- | -- |
| 1    | Maule Sur | 6   | 2 | 2 | 0 | 0 | 2  | 0  | +2 |
| 2    | Mapuches  | 3   | 2 | 1 | 0 | 1 | 3  | 2  | +1 |
| 3    | Aimarás   | 0   | 2 | 0 | 0 | 2 | 1  | 4  | −3 |

| 17 de junho de 2022 | Maule Sur      | 1 – 0 | Mapuches | Estádio Fiscal de Linares |
| 19:00 (UTC−4)       | Eric Acuña 79' |       |          |                           |

| 18 de junho de 2022 | Mapuches                             | 3 – 1 | Aimarás     | Estádio Fiscal de Linares |
| 15:00 (UTC−4)       | Yerson Tramanil · Gabriel Loncomilla |       | Gol marcado |                           |

| 19 de junho de 2022 | Maule Sur          | 1 – 0 | Aimarás | Estádio Fiscal de Linares |
| 12:00 (UTC−4)       | Cristián Arrue 84' |       |         |                           |

## Premiação
| Copa América CONIFA de 2022   |
| Bandera Maule Sur (Indexado)  |
| ----------------------------- |
| Maule Sur Campeão (1º título) |

## Classificação Final
| Pos | Equipe    |
| --- | --------- |
| 1   | Maule Sur |
| 2   | Mapuches  |
| 3   | Aimarás   |
| 4   | São Paulo |

## Artilharia
2 gols
- Gabriel Loncomilla

1 gol
- Yerson Tramanil
- Eric Acuña
- Cristián Arrue